# Tikos Albert
Tikos Albert (Debrecen, 1815. – Bécs, 1845.) magyar festőművész.

## Életpályája
Bécsben Friedrich von Amerling tanítványa volt 1830 körül. 1840-ben Pestre utazott. 1841-ben Münchenben, 1842-ben Rómában volt tanulmányúton. 1844-től Bécsben dolgozott.
Elkészítette Zichy Sándor és felesége – Zichy Mihály szüleinek – portréját.

## Művei
- Fürdés előtt (1838)
- Önarckép (1840, 1845)
- Gyermekét tápláló anya (1842)
- Giergl Istvánné sz. Lockheimer Margit arcképe (1843)
- Olvasó gyerek (1843)
- Tanulmányfő
- Lányka alvó ölebével
- Ebédelő tót pásztorgyerek
- Odaliszk
- Olasz nő